# Jacqueline Moore

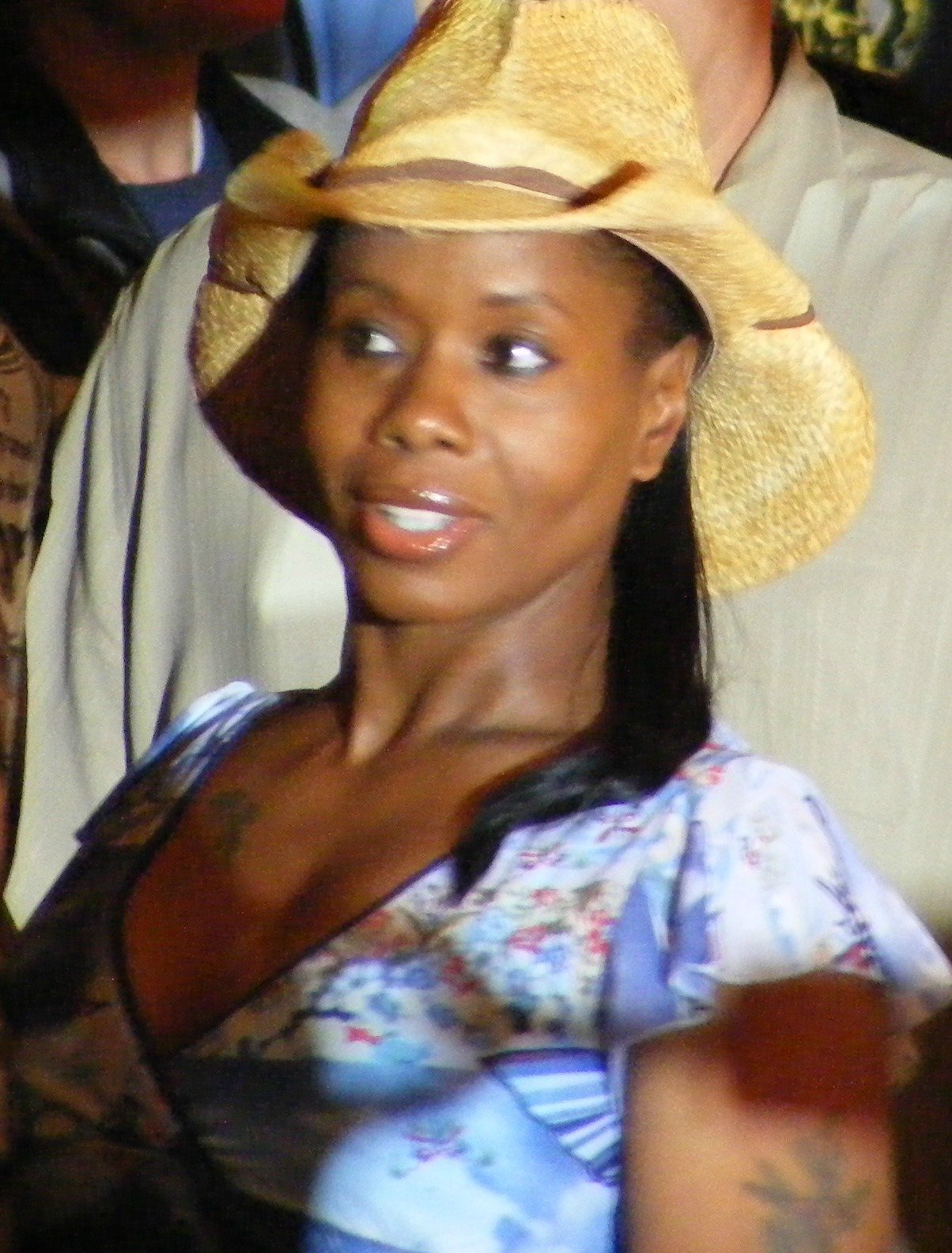
Jacqueline Moore, 2008

Jacqueline „Jackie“ DeLois Moore (* 6. Januar 1964 in Dallas, Texas) ist eine US-amerikanische Wrestlerin und professionelle Wrestlingmanagerin. Sie ist bekannt als Wrestlerin beim WWE von 1998 bis 2004. Sie ist die erste Frau, die gegen Männer antrat, sowie die erste afroamerikanische Frauenmeisterin. Ihre Nicknames im Wrestling lauten Miss Texas, Miss Tennessee oder Sweet Georgia Brown.

## Professionelle Wrestling-Karriere

### Training und Anfänge
Jacqueline Moore begann ihr Wrestling-Training in einem örtlichen Fitnessstudio, nachdem sie den professionellen Wrestling-Manager Skandor Akbar getroffen hatte. Sie war die einzige Frau in Akbars professioneller Wrestlingschule in Dallas. 1988 begann sie ihre Karriere als Sweet Georgia Brown bei World Class Championship Wrestling. Sie rang des Weiteren in Japan für Frontier Martial-Arts Wrestling, die Ladies Professional Wrestling Association und Women’s Pro Wrestling.

### United States Wrestling Association und WWE (1993–1994)
Jacqueline Moore wechselte später zur United States Wrestling Association nach Memphis, wo sie als Miss Texas bekannt war. Sie gab ihr Debüt als Heel Valet für Eric Embry und Tom Prichard als Teil des Teams Texas während der Fehde zwischen Texas und Tennessee. In einer weiteren Fehde kämpfte sie gegen Dirty White Girl Kim Anthony in einem Mudpit Match und einem Hair vs Hair Match. Kim Anthony gewann und Jacqueline musste sich den Kopf rasieren lassen. Sie wurde später die erste USWA-Frauensiegerin, die 1992 das Turnier um den Titel gewann. Zwischen März 1992 und August 1996 errang Moore den Titel insgesamt acht Mal und tauschte ihn mit Lauren Davenport, Luna Vachon und Debbie Combs aus. 1993 wurde Moore als erste Frau in die Zeitschrift Pro Wrestling Illustrated 500 aufgenommen, in dem die 500 besten professionellen Wrestler der Welt aufgeführt sind. Nach ihrer Zeit in der USWA wechselte sie unter dem Ringnamen Wynonna zum WWE und leitete Jeff Jarrett.

### Smoky Mountain Wrestling (1995–1997)
Da sie nicht besonders beliebt war, wechselte sie zu Smoky Mountain Wrestling unter dem Namen Sgt. Rock und schloss sich Jim Cornettes Miliz an, zu der Tommy Rich, Robert Gibson, Terry Gordy und The Punisher gehörten. Sie debütierte als Sweet Georgia Brown als Managerin von Kevin Sullivan, dem sie half, indem sie seine Gegner auf den Körper schlug. Sie half ihm in seiner Fehde gegen Chris Benoit und Sullivans Ex-Frau, bekannt als Woman. Ihre Allianz mit Sullivan endete, als sie ihn im Match mit „loser must retire“ anmachte. Sie übernahm Harlem Heat, bevor sie zum WWE zurückkehrte.

### Rückkehr zum WWE (1998–2004)
Als sie 1998 am 1. Juni zum WWE zurückkehrte, debütierte sie als On-Screen-Freundin von Marc Mero. Das führte zu ihrer Fehde mit der entfremdeten Frau von Mero, Sable. Sable besiegte Moore in einem Bikini-Wettbewerb bei Fully Loaded. Moore und Mero wurden zuvor, im selben Jahr, bei SummerSlam von Edge und Sable besiegt, bevor sie ihren ersten WWE-Frauenmeistertitel gewann. Später, in In Your House entfernte Sable ihr Neckholder-Oberteil und enthüllte ein aufgemaltes Bikini Oberteil. Der Vorsitzende des WWE, Vince McMahon, disqualifizierte Sable jedoch, weil sie keinen traditionellen Bikini trug, und Moore wurde zur Gewinnerin erklärt. Moore und Mero wurden am 30. August bei SummerSlam von Sable und Edge besiegt. Im September, in der wiederbelebten WWE-Frauenmeisterschaft (die Frauenmeisterschaft war im Dezember 1995 aufgegeben worden), besiegte Moore Sable, um die neue Meisterin und die erste afroamerikanische Frauenmeisterin zu werden. Zwei Monate später in der Survivor Series besiegte Sable Moore und wurde der neue Champion.

### Zweite Frauenmeisterschaft (2000)
Am 1. Februar 2000, der Folge von SmackDown, gewann Jacqueline zum zweiten Mal die WWE-Frauenmeisterschaft, nachdem sie Harvey Wippleman besiegt hatte. Sie verteidigte erfolgreich ihren Titel gegen Luna Vachon, mit der sie eine kurze Fehde begann. Im März verlor sie jedoch den Titel an Stephanie McMahon, nachdem D-Generation X eingegriffen hatte.